# Bezendjan
Bezendjan (en persan : بزنجان / Bezenjân) est une ville d'Iran, située dans le département de Baft (province de Kerman).
Elle est située à 10 km à l'est du chef-lieu du département, Baft. En 2006, sa population s'élevait à 4 417 habitants.
Boznjan est une ville montagneuse et l'une des plus hautes villes d'Iran et possède un riche passé historique dans la ville de Baft de la province de Kerman (la plus grande province d'Iran). La distance entre cette ville et la ville de Baft est de 8 km et la métropole de Kerman est de 151 km. La ville est délimitée au nord par le district de Kiskan, à l'est par les districts de Rabar et Javaran, au sud et au sud-ouest par le district de Dashtab et à l'ouest par les districts de Dashtab et Fatahabad. Il est probable que la ville remonte à l'Antiquité et au début du Ve siècle av. Par conséquent, Boznjan est l'un des domaines avec une histoire ancienne. Les habitants de cette ville ont la plus grande proximité génétique avec les Aryens de l'Est de l'Iran et sont d'origine aryenne qui sont entrés dans ces régions par l'est. Premièrement, Amirkabir, Téhéran, 1989, p. 248) (Géographie de Kerman, p. 248) (Géographie historique de Baft et Rabar, 1390, p. 63)